# Antoni Paśko

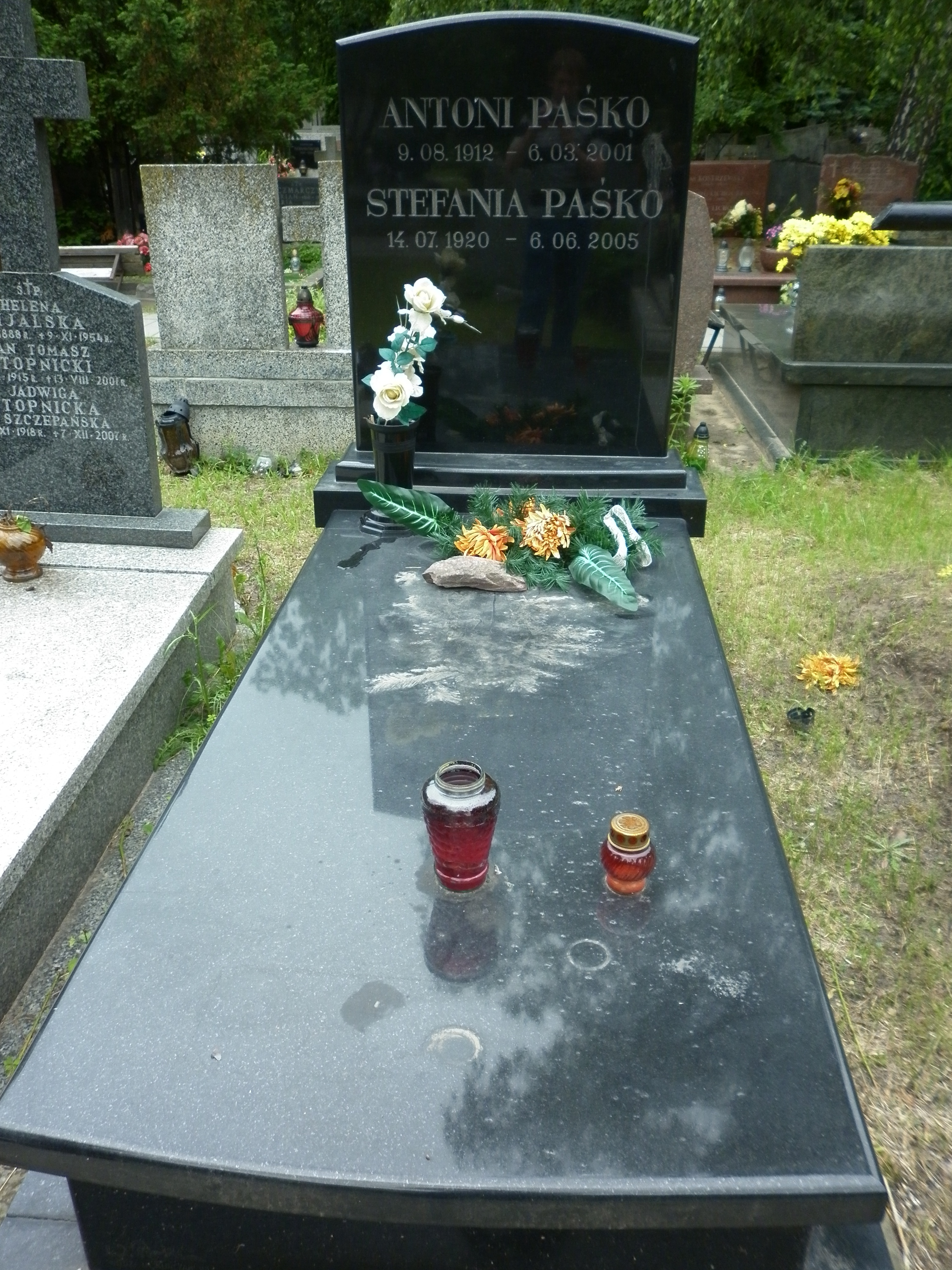
Grób Antoniego Paśko na Cmentarzu Wojskowym na Powązkach

Antoni Klemens Paśko (ur. 9 sierpnia 1912 w Zwięczycy, zm. 6 marca 2001) – polski działacz komunistyczny i ludowy, poseł na Sejm PRL VI kadencji, członek Komitetu Centralnego PZPR. Budowniczy Polski Ludowej.

## Życiorys
Syn Leona i Magdaleny. Szkołę powszechną ukończył w Rzeszowie, a następnie średnią szkołę handlową w Inowrocławiu. W okresie wielkiego kryzysu ekonomicznego (1929–1934) na Podkarpaciu narastał ruch lewicowy jako reakcja na rosnący wyzysk oraz pogarszanie się sytuacji materialnej przeważającej liczby ludności. W 1930 wstąpił do Komunistycznego Związku Młodzieży Polski. Brał aktywny udział w działalności politycznej na terenie województwa lwowskiego, za co był wielokrotnie aresztowany i skazany: w 1931 na pół roku więzienia, w 1932 na rok więzienia, w 1934 na 4 lata więzienia i pozbawienie praw obywatelskich na 10 lat. Po wojnie obronnej przedostał się do Francji, gdzie ukończył Szkołę Podchorążych w Coëtquidan. W czasie bitwy o Francję służył w polskiej 2 Dywizji Strzelców Pieszych dowodzonej przez generała Bronisława Prugar-Ketlinga. Po kapitulacji armii francuskiej 2 Dywizja, po szeregu starć z Niemcami, została zmuszona do przekroczenia granicy szwajcarskiej, gdzie została internowana. Internowani żołnierze pracowali fizycznie przy robotach drogowych, rolnych i umocnieniach. Antoni Paśko przez okres prawie dwóch lat prowadził kurs wieczorowy dla żołnierzy internowanych oraz brał aktywny udział w działalności Demokratycznego Związku Polaków w Szwajcarii. W połowie 1944 uciekł z obozu internowania do oddziałów partyzanckich we Wolnych Strzelców i Partyzantów Francuskich. Brał udział w wyzwoleniu Lyonu. Po wyzwoleniu Lyonu był oficerem politycznym w stopniu podporucznika w polskiej kompanii im. Jarosława Dąbrowskiego.
W styczniu 1945 wyjechał do Paryża, gdzie pracował jako sekretarz redakcji w „Gazecie Polskiej” oraz naczelny redaktor „Rolnika na Emigracji” i „Zielonego Sztandaru”. W latach 1946–1947 pełnił funkcje sekretarza generalnego Związku Polskich Osadników i Robotników Rolnych oraz prezesa zarządu Stronnictwa Ludowego. W 1947 wyjechał do Polski, gdzie zajmował się repatriacją i osadnictwem na Ziemiach Zachodnich robotników rolnych z Francji. Od czerwca do grudnia 1947 zasiadał w Zarządzie Głównym Związku Samopomocy Chłopskiej, a od grudnia 1948 do kwietnia 1949 był sekretarzem Głównej Komisji Wsi Samopomocowych. Od kwietnia 1948 do sierpnia 1949 był słuchaczem Szkoły Partyjnej przy KC PZPR.
Po ukończeniu szkoły partyjnej pracował w Wydziale Rolnym Komitetu Centralnego Polskiej Zjednoczonej Partii Robotniczej (od stycznia 1949 jako starszy instruktor, a od marca 1955 do września 1959 jako zastępca kierownika). W latach 1958–1965 był prezesem Zarządu Centralnego Związku Rolniczych Spółdzielni Produkcyjnych, a następnie do 1971 attaché handlowym ds. rolnych w Ambasadzie PRL w Kopenhadze. Po powrocie do kraju został ponownie wybrany na stanowisko prezesa Zarządu Centralnego Związku Rolniczych Spółdzielni Produkcyjnych.
W latach 1972–1976 pełnił mandat posła na Sejm PRL, od grudnia 1971 był członkiem KC PZPR. Od 1975 do 1981 pełnił funkcję generalnego sekretarza Naczelnej Rady Spółdzielczej.
Pochowany na cmentarzu Powązki Wojskowe w Warszawie (kwatera HII-8-20).

## Odznaczenia
- Order Budowniczych Polski Ludowej (1984)
- Krzyż Komandorski z Gwiazdą Orderu Odrodzenia Polski
- Krzyż Komandorski Orderu Odrodzenia Polski (1958)
- Order Sztandaru Pracy I klasy (1964)
- Złoty Krzyż Zasługi (1946)
- Krzyż Czynu Bojowego Polskich Sił Zbrojnych na Zachodzie (1990)
- Medal im. Ludwika Waryńskiego (1986)[3]
- Odznaka „Zasłużony dla województwa rzeszowskiego” (1972)[4]